# Miguelito (serie de Romeu)
Miguelito e Historias de Miguelito es una serie de historietas y de chistes creados por Carlos Romeu.
En 1974, el autor, que colaboraba en una página de chistes del Diario de Barcelona, hizo una tira de críos que mantenían una "ingenua" conversación, su publicación fue rechazada. En consecuencia Romeu le presentó dicha tira a Perich, de la revista Por Favor, resultó de su gusto y comenzó a publicarse. Así nació Miguelito, pero no con ese nombre.
En septiembre de 1976, inminente la fundación del diario El País, Romeu fue contratado para una página en el suplemento dominical. Miguel Ángel Sánchez Harguindey, jefe de la sección de Cultura que le propuso la colaboración, bautizó por error al "héroe" de la tira de Por Favor, pues en una historieta se hablaba por teléfono con un tal "Miguelito". En realidad, se trataba de Mijaíl Bakunin.
Más adelante, algunos personajes de la serie, y en especial el protagonista, serían empleados por Romeu para las ilustraciones de la edición española de El libro rojo del cole.

## Trayectoria editorial
En 1982, la serie Miguelito pasó a El Pequeño País; y al año siguiente, a El País Semanal.
Empezó a recopilarse de forma monográfica:
- 1984 El país de Miguelito (Planeta: Fábula);
- 1985 Miguelito, I (Plaza & Janés);
- 1986 Miguelito y yo (El Jueves: El humor no ciega tus ojos, núm. 3);
- 1989 Miguelito, II (Plaza & Janés);
- 1991 Miguelito: mi infierno y yo (Estrip);
- 1991 La vida secreta de Miguelito (Estrip);
- 1997 Historias de Miguelito (El País/Aguilar: La Neurona Feliz).[1]